# تووا چیکی
تووا چیکی (انگلیسی: Towa Chiki) شرکت نرم‌افزار ژاپنی است، که در سال ۱۹۸۶ تأسیس شد.